# Budy Zaklasztorne
Budy Zaklasztorne is een plaats in het Poolse district  Żyrardowski, woiwodschap Mazovië. De plaats maakt deel uit van de gemeente Puszcza Mariańska en telt 440 inwoners.